# بيغي وايت
بيغي وايت (بالإنجليزية: Peggy White)‏ هي لاعبة الاسكواش أمريكية، ولدت في 8 نوفمبر 1924 في ناتيك في الولايات المتحدة، وتوفيت في 1997.